# Laplace no Ma
Laplace no Ma (ラプラスの魔 Rapurasu no Ma?, lit. Demonio de Laplace) es un videojuego japonés lanzado en 1987 para NEC PC-8801 y NEC PC-9801. El juego tuvo versiones para Sharp X68000, MSX, SNES y TurboGrafx-CD. Es parte de la serie de exploración de mazmorras Ghost Hunter, que también incluye Kurokishi no Kamen para 3DO y Paracelsus no Maken para NEC PC.

## Jugabilidad
El título es una mezcla de los géneros rol y terror y supervivencia. El jugador controlará a un grupo de aventureros los cuales deberán de explorar la mansión Weathertop, cuyo propietario incursionó en la magia negra dejando al edificio infestado de monstruos. Se puede elegir entre distintas profesiones (Diletante, médium, detective, científico y periodista), las cuales contarán con habilidades únicas para facilitar la aventura y vencer enemigos. Como con otros juegos del estilo, el dinero se consigue vendiendo objetos en tiendas y matando demonios, pero Laplace no Ma añade la funcionalidad de sacar fotos, las cuales pueden ser vendidas en la ciudad.

## Historia
La historia se centra en un investigador paranormal que visita la ciudad ficticia de Newcam, Massachusetts (basada en Arkham de Lovecraft) alrededor de 1924. Su objetivo inicial es reclutar aliados en el bar local y luego comenzar a investigar el enigma sobre la mansión de Weathertop, una mansión abandonada en las afueras de la ciudad que ha sido escenario de varios asesinatos espantosos y desapariciones inexplicables.

## Recepción
La revista Famicom Tsūshin le dio un puntaje de 26/40 a la versión de SNES.